# Mad Max (группа)
Mad Max (с англ. — «Безумный Макс») — немецкая рок-группа, играющая в стиле хеви-метал. Названа в честь полицейского Макса Рокатански, более известного как Безумный Макс, история которого легла в основу 4 культовых фильмов в жанре антиутопия.
Группа существует с 1981 года, всего группой было выпущено 11 студийных альбомов и 1 сингл.

## История
Группа была образована в 1981 году, в немецком городе Мюнстер, на севере федеральной земли Северный Рейн-Вестфалия. Основали группу пятеро парней — вокалист Андреас Баслер, гитаристы Юрген Брефорт и Вильфрид Шнейдер, басист Томас Хоффманн и барабанщик Уве Старк. Как и большинство в то время начинающих творческий путь немецких команд, они играли типичный немецкий мелодичный рок с уклоном на более тяжелое, металлическое звучание, иными словами, хард-н-хэви.
При этом составе в 1982 году в студии Tonstudio, в Гревене, вышел дебютный и одноименный (в некоторых источниках как Heavy Metal) альбом группы, который в дальнейшем был дважды переиздан — в 1983 лейблом Roof Music с иной обложкой и под названием «Mad Max» и в 2009 году компанией Metal Mind Productions.
Претерпев изменения в составе в 1985 году — так, в коллектив включились барабанщик Аксель Крузе и басист Роланд Бергманн, группа в том же году выпускает новый студийный альбом под названием Stormchild.
После выхода четвёртого студийного альбома Night of Passion, получившего высокий балл (9 из 10) от Rock Hard в 1987 году, группа не выпускала материал вплоть до 1999 года.
Единственным оставшимся в группе участником с момента её основания является гитарист Юрген Брефорт.

## Дискография[4]

### Студийные альбомы
- Heavy Metal (Mad Max) (1982)
- Rollin' Thunder (1984)
- Stormchild (1985)
- Night of Passion (1987)
- Never Say Never(1999)
- Night of White Rock (2006)
- White Sands (2007)
- Here We Are (2008)
- Welcome America (2010)
- Another Night of Passion (2012)
- Interceptor (2013)
- Thunder, Storm and Passion (2015) (Re-Recorded classics)
- 35 (2018)
- Stormchild Rising (2020)

### Мини-альбомы (EP)
- In Concert (1981)
- In White (2006)

### Синглы
- Fox on the Run (1986)
- Hearts on Fire (1987)

## Составы

### Текущий состав
- Михаэль Восс — вокал, гитара (1984-наши дни)
- Юрген Брефорт — ритм-гитара (1981-наши дни)
- Томас Бауэр — бас-гитара (1985-наши дни)
- Аксель Крузе — ударные (1985-наши дни)

### Бывшие участники
- Андреас Баслер — вокал (1982)
- Вильфрид Шнейдер — гитара (1981—1984)
- Томас Хоффманн — бас-гитара (1982)
- Уве Старк — ударные (1981—1984)
- Юрген Сандер — бас-гитара (1984)
- Кристофер Вегманн — гитара (1985)
- Йоги Спиттка — бас-гитара (1999)
- Ханс ван Зандт — ударные (2008)